# Paul Phua
Paul Phua (* 29. April 1964 in Miri; eigentlich Wei Seng Phua) ist ein malaysischer Geschäftsmann und Pokerspieler.
Phua hat sich mit Poker bei Live-Turnieren mehr als 28,5 Millionen US-Dollar erspielt und ist damit der erfolgreichste asiatische Pokerspieler sowie einer der erfolgreichsten Geschäftsmänner der Pokerwelt. Er gewann 2012 das Aspers High Roller, 2020 zwei Turniere der partypoker Live Millions Super High Roller Series und 2022 ein Bracelet beim Platinum High Roller der World Series of Poker Europe.

## Persönliches
Phua wuchs in seiner Geburtsstadt Miri auf. Mit 15 Jahren zog er nach Singapur, um die Schule zu absolvieren. Dort wurde er ein passionierter Bowler und kam schließlich zum Casinogeschäft. Phua arbeitete fortan als sogenannter „Junket“ für verschiedene Casinos in Macau und versuchte in dieser Funktion Kunden für sie zu gewinnen. Mit der Zeit stieg er zu einem der größten „Junkets“ in Macau auf und arbeitete für die größten Casinos der Stadt, u. a. für das Wynn und das Sands. Zudem investiert Phua in Immobilien. Sein Vermögen wird auf rund 400 Millionen US-Dollar geschätzt.

## Pokerkarriere

### Werdegang
Phua spielte als Jugendlicher die Pokervariante Seven Card Stud und wechselte mit Anfang 20 zu Texas Hold’em. Phua spielt fast ausschließlich Super-High-Roller-Events, also Turniere mit Buy-ins von umgerechnet mindestens 50.000 US-Dollar. In den Jahren 2012 und 2016 nahm er am Big One for One Drop teil, das mit seinem Buy-in von einer Million US-Dollar bzw. Euro jeweils das teuerste Pokerturnier des Jahres darstellte, konnte sich jedoch beide Male nicht in den Preisgeldrängen platzieren.
Seine erste Geldplatzierung bei einem Live-Turnier erzielte Phua Ende September 2012 in London. Dort gewann er das Aspers High Roller und erhielt eine Siegprämie von einer Million britischen Pfund, die zu diesem Zeitpunkt mehr als 1,6 Millionen US-Dollar entsprachen. Mitte April 2013 belegte er beim High-Roller-Event der World Series of Poker Asia Pacific in Melbourne den mit 325.000 Australischen Dollar dotierten dritten Platz. Wenige Tage später wurde Phua Vierter bei den Manila Millions und sicherte sich ein Preisgeld von umgerechnet mehr als 400.000 US-Dollar. Ende April 2014 erreichte er beim Super High Roller der European Poker Tour in Monte-Carlo den Finaltisch und beendete das Turnier auf dem sechsten Platz, der mit 385.000 Euro bezahlt wurde. Im Oktober 2016 gewann Phua ein im Rahmen des Big One for One Drop Extravaganza ausgespieltes Event in Monte-Carlo mit einer Siegprämie von über 750.000 Euro. Im März 2019 spielte er bei der Triton Poker Series im südkoreanischen Jeju-do und erzielte drei Geldplatzierungen. Sein mit Abstand größtes Preisgeld in Höhe von umgerechnet mehr als 2 Millionen US-Dollar gewann er dabei für seinen zweiten Platz bei einem Turnier in No Limit Hold’em Short Deck Ante-Only. Mitte Mai 2019 kam Phua bei der Triton Series im montenegrinischen Budva fünfmal ins Geld und sicherte sich dadurch Preisgelder von umgerechnet über 3,5 Millionen US-Dollar. Anfang August 2019 belegte er beim Main Event der Triton Series in London den zweiten Platz und erhielt aufgrund eines Deals mit dem Sieger Wai Yong sein bisher höchstes Preisgeld von mehr als 3 Millionen US-Dollar. Anschließend erreichte Phua auch beim Main Event in Short Deck den Finaltisch sowie bei zwei privaten Turnieren die Preisgeldränge und sicherte sich umgerechnet rund 2,2 Millionen US-Dollar. Bei der partypoker Live Millions Super High Roller Series in Sotschi platzierte er sich im März 2020 fünfmal in den Geldrängen. Er gewann u. a. das sechste und zehnte Turnier der Serie und erhielt insgesamt Preisgelder von mehr als 2,5 Millionen US-Dollar. Nachdem der Malaysier aufgrund der globalen COVID-19-Pandemie anderthalb Jahre keine Live-Turniere hatte spielen können, kam er im August 2021 bei der Super High Roller Series Europe im nordzyprischen Kyrenia dreimal auf die bezahlten Plätze und gewann mehr als eine Million US-Dollar. An gleicher Stelle belegte Phua Mitte April 2022 den zweiten Platz beim Super High Roller Bowl Europe und erhielt über 2 Millionen US-Dollar. Im Mai 2022 gewann er ein Event der Triton Series in Madrid mit einem Hauptpreis von rund 740.000 Euro. Bei der World Series of Poker Europe im King’s Resort in Rozvadov siegte der Malaysier im November 2022 beim Platinum High Roller und sicherte sich ein Bracelet sowie eine Auszahlung von knapp 500.000 Euro.
Online spielte Phua von Mai 2013 bis Mai 2014 unter dem Nickname MalACEsia. Auf den Plattformen PokerStars und Full Tilt Poker verzeichnete er in dieser Zeit in Cash Games Verluste von mehr als 5 Millionen US-Dollar. Seit 2016 betreibt er unter dem Namen Paul Phua Poker seine eigene Pokerschule. Im März 2020 wurde Phua für seine Arbeit bei der Triton Poker Series mit einem Global Poker Award ausgezeichnet.

### Preisgeldübersicht
Mit erspielten Preisgeldern von über 28,5 Millionen US-Dollar ist Phua der erfolgreichste asiatische Pokerspieler. Damit ist er nach Cary Katz der zweiterfolgreichste Geschäftsmann nach kumulierten Turnierpreisgeldern.
| Jahr   | Preisgeld (in $) | Turniersiege |
| ------ | ---------------- | ------------ |
| 2012   | 1.621.297        | 1            |
| 2013   | 746.044          | 0            |
| 2014   | 532.091          | 0            |
| 2015   | 0                | 0            |
| 2016   | 1.631.627        | 1            |
| 2017   | 0                | 0            |
| 2018   | 584.981          | 0            |
| 2019   | 12.633.718       | 0            |
| 2020   | 2.595.000        | 2            |
| 2021   | 1.049.000        | 0            |
| 2022   | 5.143.338        | 2            |
| 2023   | 2.190.996        | 0            |
| gesamt | 28.728.092       | 6            |

## Kontroversen
Phua wurde im Juli 2014 gemeinsam mit seinem Sohn verhaftet, da ihnen das illegale Wetten auf Spiele der Fußball-Weltmeisterschaft 2014 sowie Verbindungen zur 14K-Triade vorgeworfen wurden. Der Fall wurde Anfang Juni 2015 eingestellt. Von der Anklage, im Wynn Macau einen illegalen Glücksspielring geleitet zu haben, wurde Phua im März 2019 ebenfalls freigesprochen.